# سازند دشتک
سازند دشتک از سازندهای زمین‌شناسی ایران در زاگرس با سن تریاس است. برش الگوی این سازند در تاقدیس دشتک در ۷۵ کیلومتری غرب شیراز قرار دارد. این سازند در برش چاه شماره ۱ کوه سیاه، ۸۱۴ متر ضخامت دارد.
سنگ‌شناسی سازند دشتک رخساره سنگی ناهمگن دارد به همین رو از پایین به بالا به ۶ بخش تقسیم شده است: بخش شیلی آغار، بخش تبخیری A، بخش تبخیری B، بخش تبخیری C، بخش دولومیتی سپیدار و بخش تبخیری D. از میان این بخش‌ها، دو بخش شیلی آغار و دولومیت سفیدار رسمی و بقیه رخساره‌ها غیررسمی هستند. این بخش‌های شش‌گانه، رخساره، ضخامت و دوام همیشگی را ندارند.
- بخش شیلی آغار: در گذشته این بخش را واحد جداکننده پرمین و تریاس می‌دانستند و امروزه بخشی از سازند دشتک به حساب می‌آید که نام آن از تاقدیس آغار در نزدیکی فیروزآباد فارس گرفته شده و از ذخائر بزرگ گازی ایران است. این بخش ۱۰ تا ۴۰ متر شیل قهوه‌ای تیره با تناوب‌هایی از شیل‌های سرخ و سبز است به همین دلیل سیمای رنگارنگ دارد و با تیغه‌های نازک دولومیت، انیدریت و سیلت‌سنگ در تناوب است. گسترش جغرافیایی بخش شیلی آغار زیاد است و تقریباً در همه جا گسترش دارد.
- بخش دولومیتی سفیدار: شامل یک لایه راهنما از دولومیت‌های سخت و برجسته به رنگ قهوه‌ای تیره، متبلور، با دانه‌های درشت تا متوسط است که نام آن از چاه شماره ۱ سفیدار، واقع در ۶۰ کیلومتری جنوب شیراز گرفته شده است.[۱]

گسترش سازند دشتک در استان‌های فارس و لرستان بسیار زیاد است. فسیل‌های این سازند سن تریاس میانی تا تریاس پسین را نشان می‌دهد. سازند دشتک به دلیل وجود طبقات ضخیم انیدریتی به عنوان بهترین سنگ پوشش در حوضه زاگرس برای مخازن گازی گروه دهرم به سن پرمین – تریاس زیرین به شمار می‌رود.
سازند دشتک به همراه سازند نی‌ریز، گروه کازرون را تشکیل می‌دهند.